# Saint-Pierre-Montlimart
Saint-Pierre-Montlimart ([sɛ̃ ˈpjɛʁ mɔ̃liˈmaʁ] ⓘ) ist eine Ortschaft und ehemalige französische Gemeinde mit 3.405 Einwohnern (Stand: 1. Januar 2022) im Département Maine-et-Loire in der Region Pays de la Loire. Sie gehörte zum Arrondissement Cholet. Die Einwohner werden Montlimartois und Montlimartoises genannt.
Der Erlass des Präfekten vom 5. Oktober 2015 legte mit Wirkung zum 15. Dezember 2015 die Eingliederung von Saint-Pierre-Montlimart als Commune déléguée zusammen mit den früheren Gemeinden Montrevault, Chaudron-en-Mauges, La Boissière-sur-Èvre, La Chaussaire, La Salle-et-Chapelle-Aubry, Le Fief-Sauvin, Le Fuilet, Le Puiset-Doré. Saint-Quentin-en-Mauges und Saint-Rémy-en-Mauges zur Commune nouvelle Montrevault-sur-Èvre fest.

## Geografie

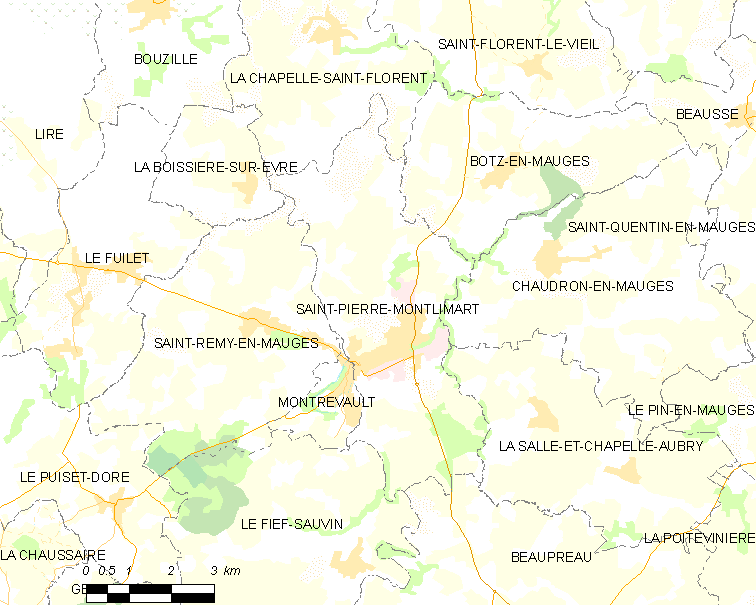
Karte von Saint-Pierre-Montlimart

Saint-Pierre-Montlimart liegt etwa 42 Kilometer südwestlich von Angers, etwa 26 Kilometer nordnordwestlich von Cholet und etwa 33 Kilometer ostnordöstlich von Nantes in der Région naturelle der Mauges, Teil der historischen Provinz des Anjou. Das Siedlungsgebiet geht im Südwesten nahtlos in den Nachbarort Montrevault über.
Das Ortsgebiet befindet sich im Einzugsgebiet der Loire und wird entwässert von der Èvre, die es im Westen und Norden begrenzt, vom Ruisseau du Pont Laurent, der es im Nordosten begrenzt, vom Ruisseau de Charruau bzw. Ruisseau de la Bellière, der es im Osten begrenzt, vom zeitweise trockenfallenden Ruisseau des Guenettes, der an der südlichen Ortsgrenze entspringt, sowie von weiteren kleineren Fließgewässern.
Das Ortsareal zeigt eine hügelige Landschaft an den südöstlichen Ausläufern des Armorikanischen Massivs mit Tälern der Fließgewässer als markante Einschnitte. Aus geologischer Sicht befindet es sich auf metamorphem Gestein aus dem unteren Silur. Die maximale Erhebung im südlichen Teil beträgt 106 m. Das Ortszentrum liegt auf etwa 92 m, der niedrigste Punkt wird mit 12 m Höhe im Norden beim Austritt der Èvre aus dem Ortsgebiet gemessen.
Umgeben wird Saint-Pierre-Montlimart von zwei Nachbargemeinden und sechs Communes déléguées von Montrevault-sur-Èvre:
| La Boissière-sur-Èvre (Montrevault-sur-Èvre) | Mauges-sur-Loire                                          |                                                   |
| Saint-Rémy-en-Mauges (Montrevault-sur-Èvre)  | Kompassrose, die auf Nachbargemeinden zeigt               | Chaudron-en-Mauges (Montrevault-sur-Èvre)         |
| Montrevault (Montrevault-sur-Èvre)           | Beaupréau-en-Mauges Le Fief-Sauvin (Montrevault-sur-Èvre) | La Salle-et-Chapelle-Aubry (Montrevault-sur-Èvre) |

## Etymologie und Geschichte
Der Ortsname enthielt früher den Wortteil Mello, der vom gallischen mello oder metlo (deutsch Höhe, Gebirge) stammt. Frühere Formen waren: Ecclesia de Mello Martis (11. Jahrhundert), Mater ecclesia sancti Petri de Mello Marco, Ecclesia de Melle Marco (1052–1082), Ecclesia sancti Petri Mellomartis in pago Medalgico (1109), Mellemarth (circa 1130), La paroisse de Maulymart (1540), St-Pierre de Maulimard (16.–17. Jahrhundert), Sanctus Petrus Maulimartus (1614), St-Pierre de Montlimart (1685), St-Pierre Montlimard (1783), Saint Pierre Montlimar (1793), Saint-Pierre-Montlimard (1801).
Aus der Urgeschichte sind 14 polierte Äxte und drei Hammerbeile auf dem Ortsgebiet gefunden worden. Aus der gallorömischen Zeit stammen Fragmente von Werkzeugen im Zusammenhang mit der Goldminentätigkeit, auch gallische Keramikgefäße. Proben der Holzwerkzeuge wurden auf etwa 203 v. Chr. (±95 Jahre) datiert. 1913 wurde ein Feuerbestattungsgrab entdeckt mit Tegulae und Fragmenten versiegelnder Keramik, die mit geometrischen Figuren, Laubwerk und Vögeln verziert ist.
Die Kirche Saint-Pierre gehörte dem Kapitel von Saint-Maurice von Angers, gestiftet vom Bischof Renaud. Der Bau der Burg Petit-Montrevault führte zur Schaffung einer Kapelle Notre-Dame, die bald Anspruch auf die gleichen Rechte nahm, bald aber aufgrund der Entscheidung von Graf und Bischof 1109 als Filialkirche abgestuft wurde. Gleichzeitig wurde die Kirche von der Abhängigkeit der Mönche von Saint-Florent entbunden. Vorher wurde seit dem 11. Jahrhundert ein Priorat der Abtei Saint-Serge in Angers gegründet, das gleichermaßen die Mittel der Pfarrgemeinde reduzierte. Um die gegensätzlichen Einflüsse auszugleichen, errichtete der Seigneur von Bohardy ein Kollegiatstift mit acht Pfründen zu gleichen Teilen für den Bischof und für den Baron Bohardy, später Seigneur von Grand-Montrevault. Die Stiftskirche befand sich südlich der Pfarrkirche und wurde 1793 mit ihr in Brand gesteckt.
Das Lehen von Saint-Pierre war abhängig von Petit-Montrevault. Die Tochter von Marie de Laval heiratete im Jahr 1400 Gilles Clérembault, der Lehnsherr von Grand-Montrevault. Die Lehnsherrschaft ging 1580 an Pierre de Laval durch seine Heirat mit Jacqueline Clérembault über, 1625 durch eine Mitgift an René de Bouillé, 1660 an seinen Schwiegersohn Henri de Daillon, der das Lehen an Joseph de Sesmaisons verkaufte, der es am 14. November 1671 an Pierre de Rouge veräußerte. Im 18. Jahrhundert gehörte die Pfarrgemeinde dem Vicomte von Grand-Montrevault und dem Seigneur von Petit-Montrevault. Sie gehörte zum Dekanat der Mauges, zur Élection und Présidial, dem Einzugsgebiet der Aides von Angers sowie zum Einzugsgebiet der Gabelle von Saint-Florent-le-Vieil.
Am 29. März 1791 beschlossen die Mitglieder des republikanischen Distrikts von Saint-Florent-le-Vieil die Auflösung der Pfarrgemeinde von Saint-Pierre-Montlimart. Am 8. Mai 1792 versammelten sich 32 Bürgermeister, um eine Note an die Gesetzgebende Nationalversammlung zu adressieren. Der Bürgermeister von Saint-Pierre konnte mit etwa einem Dutzend seiner Kollegen fliehen, bevor republikanische Truppen eintrafen, um sie zu verhaften. Am 12. März 1793 lehnte sich Saint-Pierre auf und schloss sich der Katholischen Armee an. Nach der Niederlage der Truppen der Vendée zogen 80.000 geschlagene Truppen durch Saint-Pierre in Richtung Loire, 100 Bewohner schlossen sich ihnen an. Am 19. Oktober 1793 wurde das Dorf von republikanischen Truppen in Brand gesteckt. 40 Bewohner von Saint-Pierre, hauptsächlich Ältere, Frauen und Kinder wurden im Massakern während des Jahres 1794 ermordet.
1905 wurde aufgrund der Ausgrabungen ein Unternehmen gegründet, um den Abbau von Gold durchzuführen. Die Minen beschäftigen rasch mehr als 700 Arbeiter aller Nationalitäten, darunter Polen und Tschechen, die in der Spitze drei Kilogramm Gold monatlich förderten. Die Prosperität sank rasch. Während des Zweiten Weltkriegs wurden die Minen von den deutschen Besatzern geplündert, 1953 wurden sie geschlossen. Die Firma Éram errichtete in der Folge Lager auf dem Gebiet. Sie bot Arbeitsplätze der Schuhindustrie für die gesamte Gegend. Eine wirtschaftliche Krise in der Elektronikbranche traf die Gemeinde 1987, als die Firma Seipel den Betrieb schloss und 560 Arbeitsplätze verlorengingen.

## Bevölkerungsentwicklung
| Saint-Pierre-Montlimart: Einwohnerzahlen von 1793 bis 2020                                                                 | Saint-Pierre-Montlimart: Einwohnerzahlen von 1793 bis 2020 | Saint-Pierre-Montlimart: Einwohnerzahlen von 1793 bis 2020 | Saint-Pierre-Montlimart: Einwohnerzahlen von 1793 bis 2020 | Saint-Pierre-Montlimart: Einwohnerzahlen von 1793 bis 2020 |
| --- | ---------------------------------------------------------- | ---------------------------------------------------------- | ---------------------------------------------------------- | ---------------------------------------------------------- |
| Jahr |                                                            |                                                            |                                                            | Einwohner                                                  |
| 1793 | 1793                                                       |                                                            | 1.495                                                      | 1.495                                                      |
| 1800 | 1800                                                       |                                                            | 1.068                                                      | 1.068                                                      |
| 1806 | 1806                                                       |                                                            | 1.086                                                      | 1.086                                                      |
| 1821 | 1821                                                       |                                                            | 1.121                                                      | 1.121                                                      |
| 1831 | 1831                                                       |                                                            | 1.525                                                      | 1.525                                                      |
| 1836 | 1836                                                       |                                                            | 1.457                                                      | 1.457                                                      |
| 1841 | 1841                                                       |                                                            | 1.480                                                      | 1.480                                                      |
| 1846 | 1846                                                       |                                                            | 1.634                                                      | 1.634                                                      |
| 1851 | 1851                                                       |                                                            | 1.695                                                      | 1.695                                                      |
| 1856 | 1856                                                       |                                                            | 1.704                                                      | 1.704                                                      |
| 1861 | 1861                                                       |                                                            | 1.726                                                      | 1.726                                                      |
| 1866 | 1866                                                       |                                                            | 1.800                                                      | 1.800                                                      |
| 1872 | 1872                                                       |                                                            | 1.820                                                      | 1.820                                                      |
| 1876 | 1876                                                       |                                                            | 1.788                                                      | 1.788                                                      |
| 1881 | 1881                                                       |                                                            | 1.684                                                      | 1.684                                                      |
| 1886 | 1886                                                       |                                                            | 1.657                                                      | 1.657                                                      |
| 1891 | 1891                                                       |                                                            | 1.634                                                      | 1.634                                                      |
| 1896 | 1896                                                       |                                                            | 1.524                                                      | 1.524                                                      |
| 1901 | 1901                                                       |                                                            | 1.508                                                      | 1.508                                                      |
| 1906 | 1906                                                       |                                                            | 1.758                                                      | 1.758                                                      |
| 1911 | 1911                                                       |                                                            | 2.526                                                      | 2.526                                                      |
| 1921 | 1921                                                       |                                                            | 1.631                                                      | 1.631                                                      |
| 1926 | 1926                                                       |                                                            | 1.737                                                      | 1.737                                                      |
| 1931 | 1931                                                       |                                                            | 1.921                                                      | 1.921                                                      |
| 1936 | 1936                                                       |                                                            | 2.212                                                      | 2.212                                                      |
| 1946 | 1946                                                       |                                                            | 2.127                                                      | 2.127                                                      |
| 1954 | 1954                                                       |                                                            | 2.195                                                      | 2.195                                                      |
| 1962 | 1962                                                       |                                                            | 2.619                                                      | 2.619                                                      |
| 1968 | 1968                                                       |                                                            | 2.906                                                      | 2.906                                                      |
| 1975 | 1975                                                       |                                                            | 3.212                                                      | 3.212                                                      |
| 1982 | 1982                                                       |                                                            | 3.205                                                      | 3.205                                                      |
| 1990 | 1990                                                       |                                                            | 3.137                                                      | 3.137                                                      |
| 1999 | 1999                                                       |                                                            | 3.053                                                      | 3.053                                                      |
| 2006 | 2006                                                       |                                                            | 3.161                                                      | 3.161                                                      |
| 2013 | 2013                                                       |                                                            | 3.404                                                      | 3.404                                                      |
| 2020 | 2020                                                       |                                                            | 3.438                                                      | 3.438                                                      |
| Quelle(n): EHESS/Cassini bis 1999, INSEE ab 2006 Anmerkung(en): Ab 1962 offizielle Zahlen ohne Einwohner mit Zweitwohnsitz |                                                            |                                                            |                                                            |                                                            |

Zu Beginn des 20. Jahrhunderts erfolgte ein größeres Bevölkerungswachstum aufgrund der Entwicklung der Goldminen im Lieu-dit La Bellière und der Schuhindustrie, vor allem durch die Firma Eram, im Ort.

## Sehenswürdigkeiten
- Pfarrkirche Saint-Pierre, Restaurierung von 1797 bis 1808 nachdem sie 1793 in Brand gesteckt wurde, Einweihung der Erweiterung am 1. Juli 1843
- Kapelle Saint-Just aus dem 15. Jahrhundert, seit 1984 als Monument historique eingeschrieben
- Ehemalige Goldminen

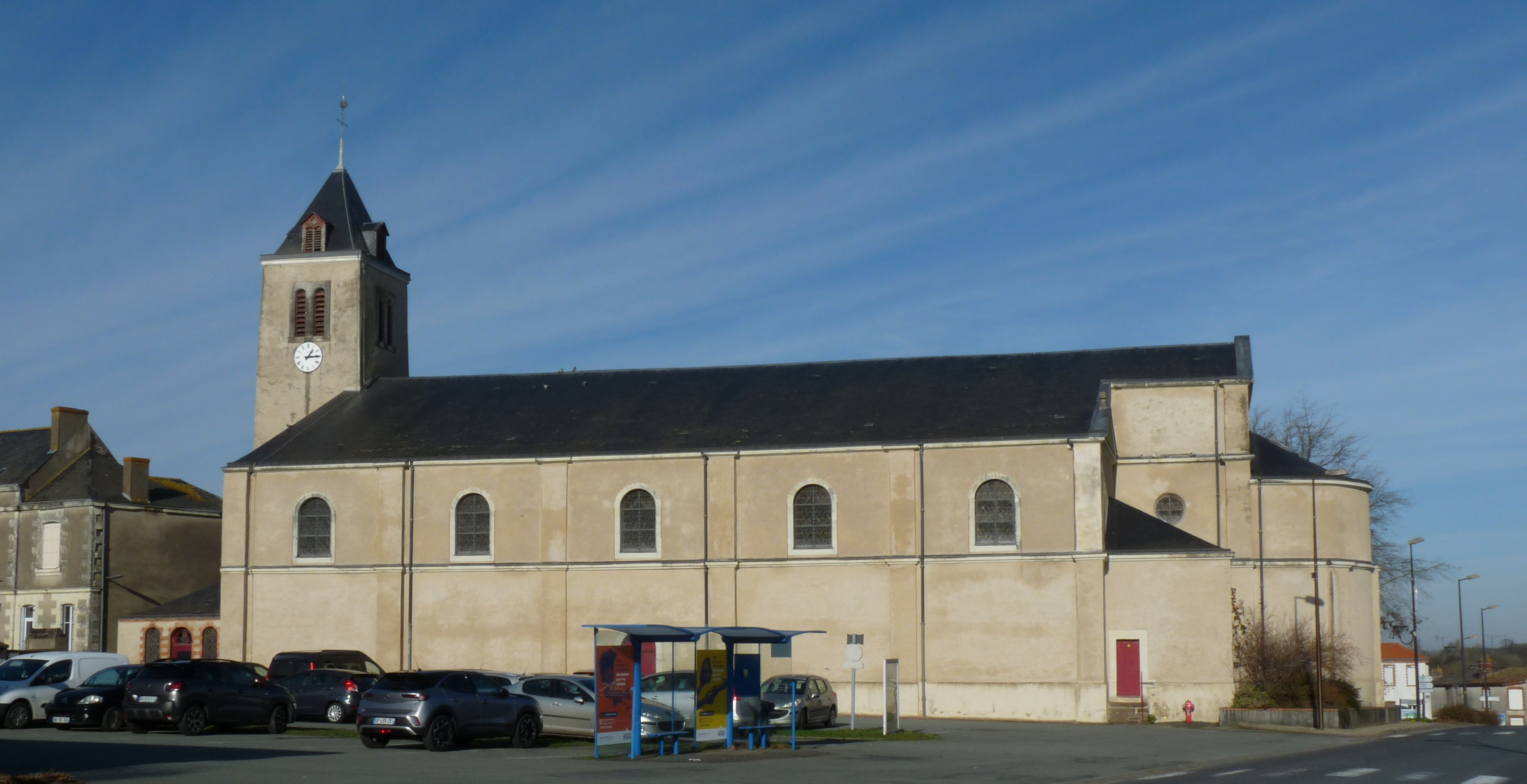
Pfarrkirche Saint-Pierre
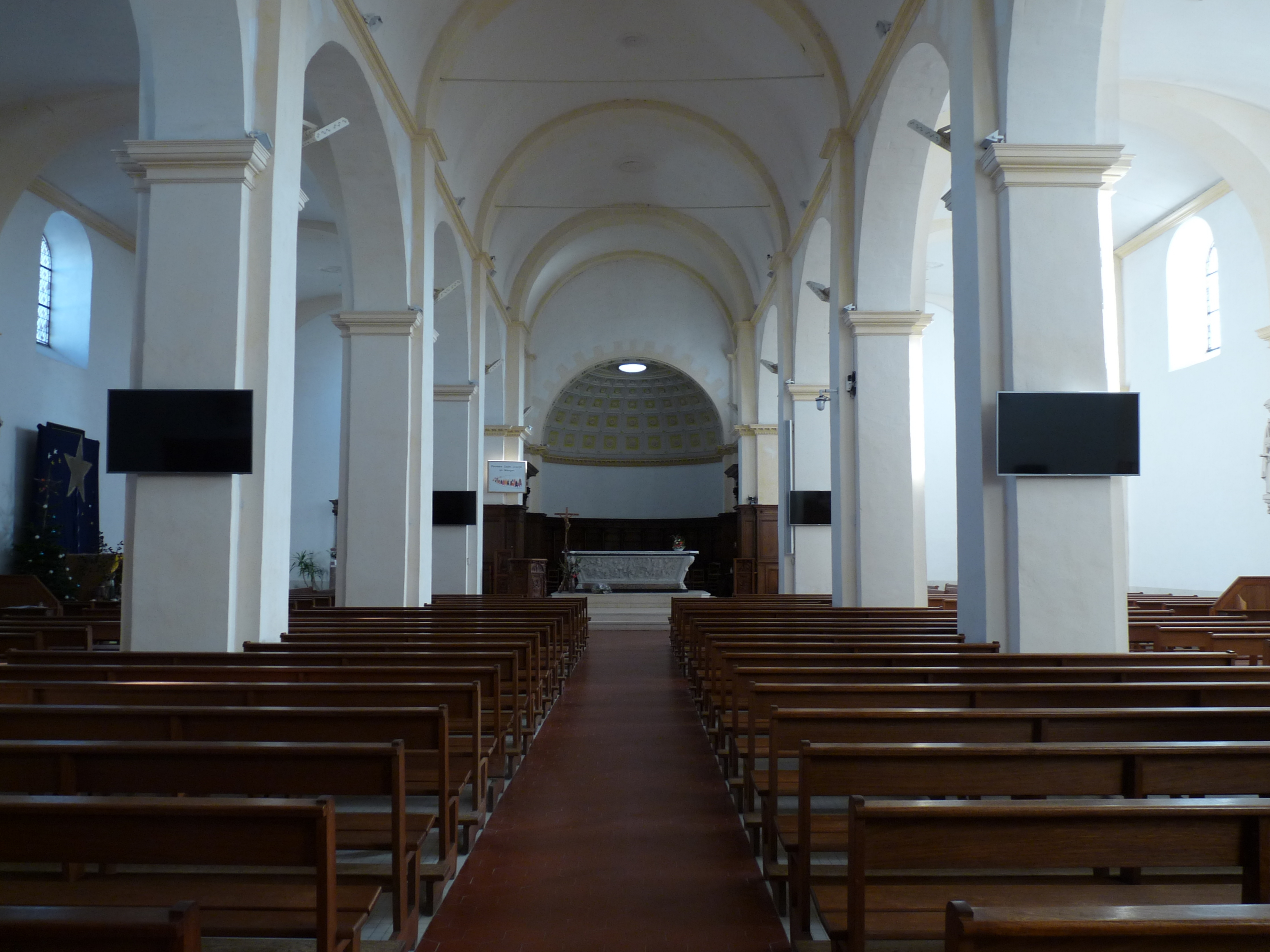
Pfarrkirche Saint-Pierre – Innenansicht

## Persönlichkeiten
- Pierre François de Rougé (1702–1761), französischer General, in der Schlacht bei Vellinghausen 1761 tödlich verwundet, in Saint-Pierre-Montlimart geboren
- Albert-René Biotteau (1898–1985), französischer Industrieller, Begründer der Schuhmarke Èram in den 1920er Jahren, in Saint-Pierre-Montlimart verstorben